# Yavuz Can
Yavuz Can (Kütahya, 23 febbraio 1987) è un velocista turco.

## Palmarès
| Anno | Manifestazione                    | Sede           | Evento        | Risultato  | Prestazione | Note                                     |
| ---- | --------------------------------- | -------------- | ------------- | ---------- | ----------- | ---------------------------------------- |
| 2011 | Campionati balcanici              | Sliven         | 400 m piani   | Oro        | 47"02       |                                          |
| 2011 | Campionati balcanici              | Sliven         | 4×400 m       | Argento    | 3'10"29     |                                          |
| 2011 | Giochi mondiali militari          | Rio de Janeiro | 400 m piani   | dq         | dq          |                                          |
| 2011 | Universiadi                       | Shenzhen       | 400 m piani   | Semifinale | 46"55       |                                          |
| 2012 | Campionati balcanici indoor       | Istanbul       | 400 m piani   | Oro        | 47"22       |                                          |
| 2012 | Campionati balcanici indoor       | Istanbul       | 4×400 m       | Oro        | 3'14"39     |                                          |
| 2012 | Mondiali indoor                   | Istanbul       | 4×400 m       | Batteria   | 3'11"28     |                                          |
| 2012 | Europei                           | Helsinki       | 400 m piani   | Batteria   | dq          |                                          |
| 2012 | Europei                           | Helsinki       | 4×400 m       | Batteria   | 3'11"44     |                                          |
| 2012 | Campionati balcanici              | Eskişehir      | 400 m hs      | 4º         | 54"21       |                                          |
| 2013 | Europei indoor                    | Göteborg       | 400 m piani   | Semifinale | 47"26       | Miglior prestazione personale stagionale |
| 2013 | Giochi del Mediterraneo           | Mersin         | 400 m piani   | 6º         | 46"70       |                                          |
| 2013 | Giochi del Mediterraneo           | Mersin         | 4×400 m       | Argento    | 3'05"28     |                                          |
| 2013 | Universiadi                       | Kazan'         | 400 m piani   | Semifinale | 46"65       |                                          |
| 2013 | Universiadi                       | Kazan'         | 4×400 m       | Bronzo     | 3'06"36     | [ 1 ]                                    |
| 2013 | Campionati balcanici              | Stara Zagora   | 400 m piani   | Oro        | 46"66       |                                          |
| 2013 | Campionati balcanici              | Stara Zagora   | 400 m hs      | 6º         | 54"32       |                                          |
| 2014 | Europei                           | Zurigo         | 400 m piani   | Batteria   | 46"90       |                                          |
| 2014 | Europei                           | Zurigo         | 4×400 m       | Batteria   | 3'07"68     |                                          |
| 2014 | Campionati balcanici              | Pitești        | 400 m piani   | Oro        | 46"50       |                                          |
| 2015 | Europei indoor                    | Praga          | 400 m piani   | Semifinale | 47"81       |                                          |
| 2015 | World Relays                      | Nassau         | 4×200 m       | Batteria   | 1'23"55     |                                          |
| 2015 | Campionati balcanici              | Pitești        | 4×400 m       | Oro        | 3'06"55     |                                          |
| 2015 | Giochi mondiali militari          | Mungyeong      | 400 m piani   | 5º         | 46"13       |                                          |
| 2015 | Giochi mondiali militari          | Mungyeong      | 4×100 m       | Batteria   | 41"28       |                                          |
| 2016 | Mondiali indoor                   | Portland       | 400 m piani   | Semifinale | 46"82       |                                          |
| 2016 | Campionati balcanici              | Pitești        | 4×400 m       | Oro        | 3'04"21     |                                          |
| 2016 | Europei                           | Amsterdam      | 400 m piani   | Semifinale | 45"51       |                                          |
| 2016 | Europei                           | Amsterdam      | 4×400 m       | Batteria   | 3'04"65     |                                          |
| 2017 | Giochi della solidarietà islamica | Baku           | 400 m piani   | Batteria   | 46"64       |                                          |
| 2017 | Giochi della solidarietà islamica | Baku           | 4×400 m       | Oro        | 3'06"83     |                                          |
| 2017 | Mondiali                          | Londra         | 4×400 m       | Batteria   | 3'15"45     |                                          |
| 2018 | Giochi del Mediterraneo           | Tarragona      | 400 m piani   | 5º         | 46"37       |                                          |
| 2018 | Giochi del Mediterraneo           | Tarragona      | 4×400 m       | 4º         | 3'05"28     |                                          |
| 2018 | Campionati balcanici              | Stara Zagora   | 400 m piani   | 1º         | 46"37       |                                          |
| 2018 | Campionati balcanici              | Stara Zagora   | 4×400 m       | Oro        | 3'07"17     |                                          |
| 2018 | Europei                           | Berlino        | 400 m piani   | Batteria   | 46"58       |                                          |
| 2018 | Europei                           | Berlino        | 4×400 m       | Batteria   | 3'07"83     |                                          |
| 2019 | Europei indoor                    | Glasgow        | 400 m piani   | Batteria   | 47"63       |                                          |
| 2019 | Giochi europei                    | Minsk          | 4×400 m misti | 8º         | 3'20"31     |                                          |
| 2019 | Campionati balcanici              | Pravec         | 4×400 m       | Oro        | 3'05"85     |                                          |
| 2021 | World Relays                      | Chorzów        | 4×400 m       | Batteria   | 3'06"05     |                                          |